# فرانتیشک پروخازکا
فرانتیشک پروخازکا (چکی: František Procházka; ۲۵ ژانویهٔ ۱۹۶۲ – ۲۷ آوریل ۲۰۱۲) بازیکن هاکی روی یخ اهل چکسلواکی بود.